# Morcilla patatera

La morcilla patatera (« boudin à la pomme de terre ») est une charcuterie formée d'un mélange de viande et lard de porc de race ibérique et purée de pomme de terre, souvent aromatisé à l'ail et l'origan.
Ce type de charcuterie est typique de l'Estrémadure, où elle est préparée lors de l'abattage du cochon. Son aspect extérieur est très semblable à celui du chorizo. On le consomme habituellement tartiné sur du pain, à l'apéritif ou en entrée, ou bien sous forme de pot-au-feu (cocido) aux pois chiches.

## Caractéristiques
La morcilla patatera se présente comme une charcuterie en forme de fer à cheval avec comme ingrédient la viande de porc, et dont le colorant est du piment (doux ou piquant). La morcilla patatera peut contenir de la viande de porc (magro de Cerdo Iberico) (environ 10 %), du lard (grasa de Iberico) (40 %), des pommes de terre pelées et cuites (environ 50 %), du sel, du piment (pimentón de la Vera), elle ne contient toutefois habituellement pas de sang.
La boisson qui accompagne le mieux cette charcuterie est le vin. 
Ce type de boudin se consomme habituellement cru en rondelles et se sert avec les tapas ou comme amuse-gueule. Dans la cuisine moderne, on prépare diverses variantes comme les raviolis de morcilla patatera, ou les sandwichs (miajones) tartinés de morcilla patatera, qui sont populaires en Estrémadure.